# Морозова, Татьяна Николаевна
Татьяна Николаевна Морозова (Колесникова) (род. 23 июля 1993, Красюковская, Ростовская область или Октябрьский район, Ростовская область) — российская спортсменка, чемпионка и призёр чемпионатов России по вольной борьбе, мастер спорта России. Призёр чемпионата Европы 2019 года. Член сборной команды страны с 2013 года. Выступает за клуб «Минобрнаука» (Ростовская область).

## Спортивные результаты
- Чемпионат России по женской борьбе 2019 года — ;
- Чемпионат России по женской борьбе 2018 года — ;
- Чемпионат России по женской борьбе 2016 года — ;
- Чемпионат России по женской борьбе 2015 года — ;
- Чемпионат России по женской борьбе 2014 года — ;
- Чемпионат России по женской борьбе 2013 года — ;
- Кубок России 2012 года — ;